# Фотоиллюстрации к «Королевским идиллиям» Альфреда Теннисона
Фотоиллюстрации к «Королевским идиллиям» Альфреда Теннисона — серия фотографий, созданных Джулией Маргарет Камерон в 1874 году для сборника поэта-лауреата Альфреда Теннисона «Королевские идиллии и другие поэмы».

## История создания
Летом 1874 года Альфред Теннисон предложил Джулии Маргарет Камерон, которая была его соседом и давним другом, создать фотоиллюстрации для кабинетного издания его популярного цикла поэм о короле Артуре «Королевские идиллии». Камерон приняла это предложение с большим энтузиазмом и посвятила следующие три месяца своей жизни созданию серии фотоиллюстраций. В письме, датированном 29 ноября, Камерон писала:
Около трех месяцев назад Альфред Теннисон пришел ко мне и сказал: «Тебя не затруднит проиллюстрировать Идиллии для меня?» Я ответила на это, смеясь: «Знай, Альфред, что для меня это стало бы бесценной возможностью, и хотя я порой подшучиваю над тобой, в глубине моего сердца я глубоко преклоняюсь пред тобой». И я согласилась.

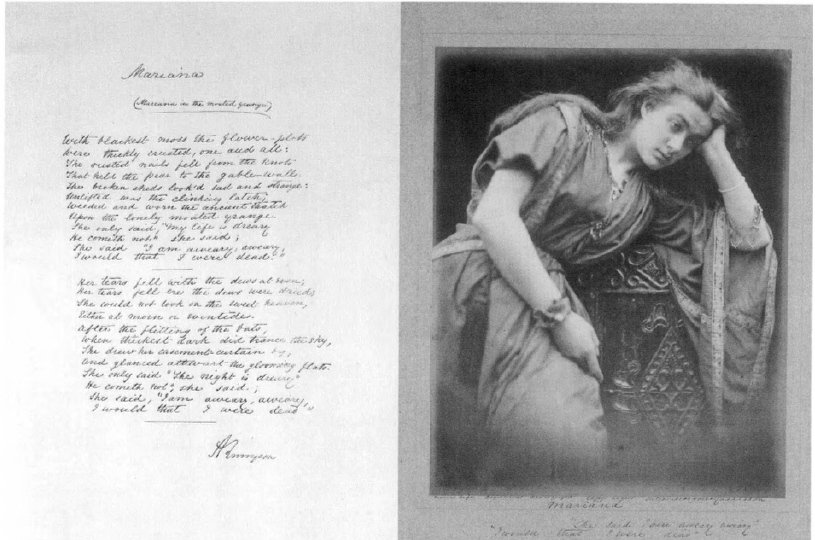
Иллюстрация к «Мариане» c рукописным текстом Д. М. Камерон и подписью А.Теннисона

За это время она создала 245 снимков, из которых для книги Теннисона она выбрала лишь 12 фотографий, которые показались ей наиболее удачными. Тем не менее, в вышедшем издании оказались только 3 фотоиллюстрации в виде гравюр сильно уменьшенного размера. Недовольная тем, как были представлены её фотографии, Камерон затем решила издать полноразмерные фотоиллюстрации в виде отдельного альбома, который, по её мнению, «стал бы прекрасным подарком на Рождество или на свадьбу». Первый альбом, который был опубликован к Рождеству 1874 года, включал 13 фотографий (12 иллюстраций и портрет поэта на обложке) и получил название «Иллюстрации к Королевским идиллиям Теннисона». Камерон решила сопроводить иллюстрации отрывками из стихотворений: строки, переписанные от руки, были воспроизведены в книге в виде литографий, как и подписи Теннисона после каждого из отрывков. После того, как первый альбом с фотоиллюстрациями потерпел коммерческую неудачу, Камерон издала вторую книгу в мае 1875 года. В эту версию, помимо иллюстраций к «Королевским идиллиям», Камерон также включила фотографии, посвященные другим стихотворениям Теннисона, снова сопроводив их рукописными отрывками из стихотворений и подписями поэта. Тем не менее, этот альбом был не более популярным среди покупателей, чем первый, в основном из-за своей крайне высокой стоимости. "Королевские идиллии", как и другие работы Камерон, были восприняты обществом крайне прохладно.

## Фотоиллюстрации
Для своих иллюстраций Камерон выбрала лишь несколько поэм из цикла «Королевских идиллий»: «Герейнт и Энид», «Ланселот и Элейна», «Мерлин и Вивьен», «Гиньевра» и «Падение Артура». 

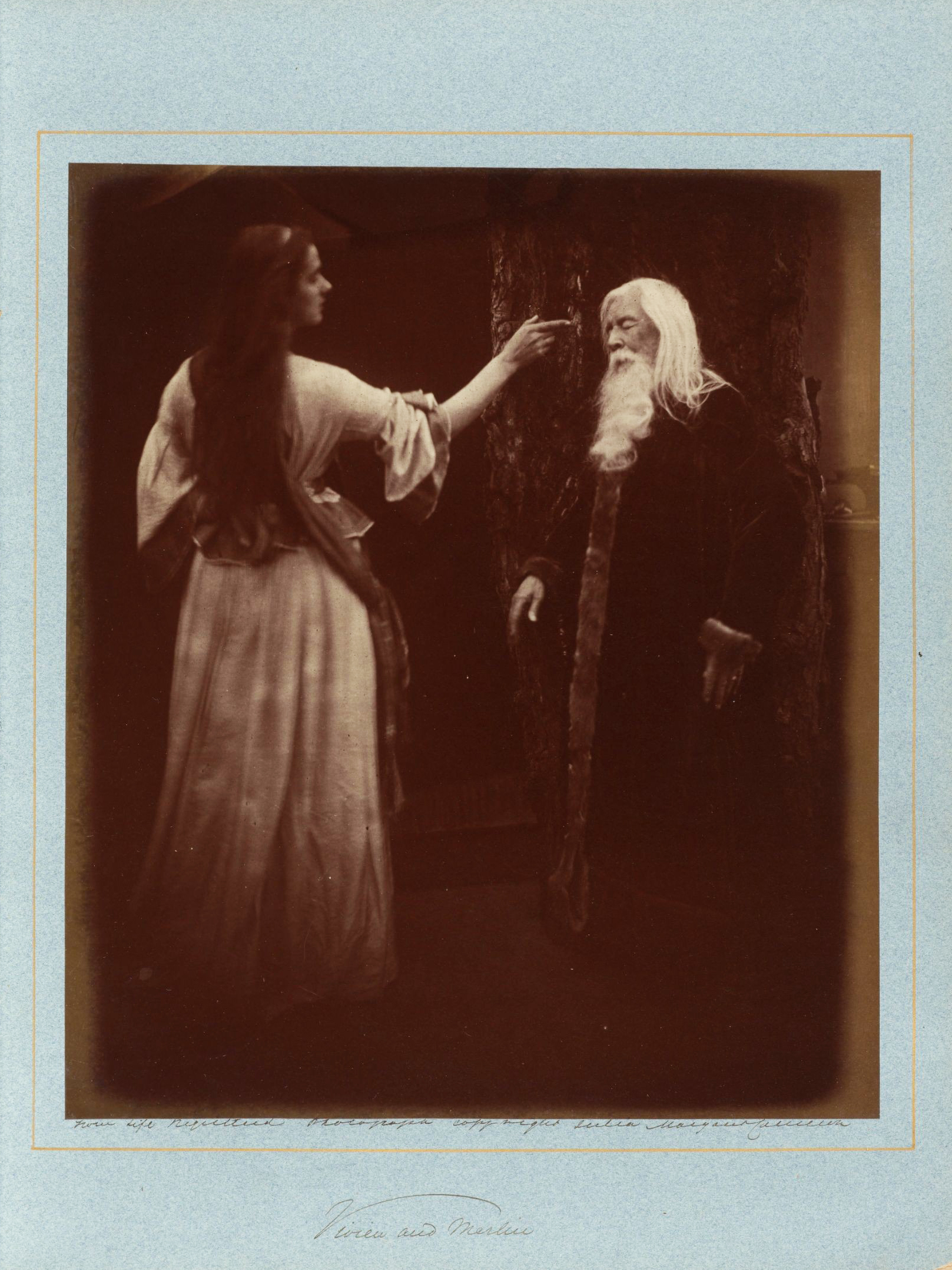
Viviene and Merlin
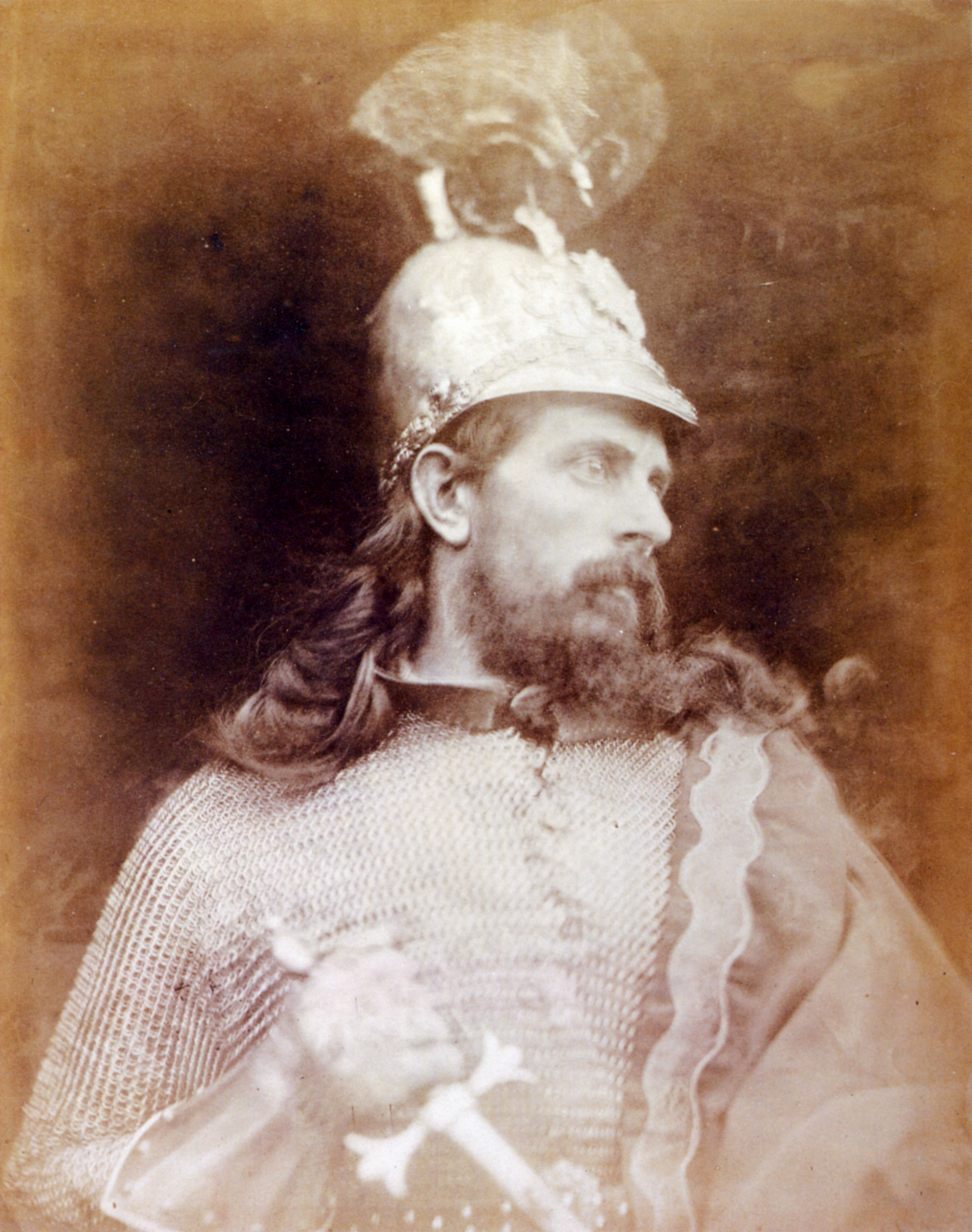
King Arthur
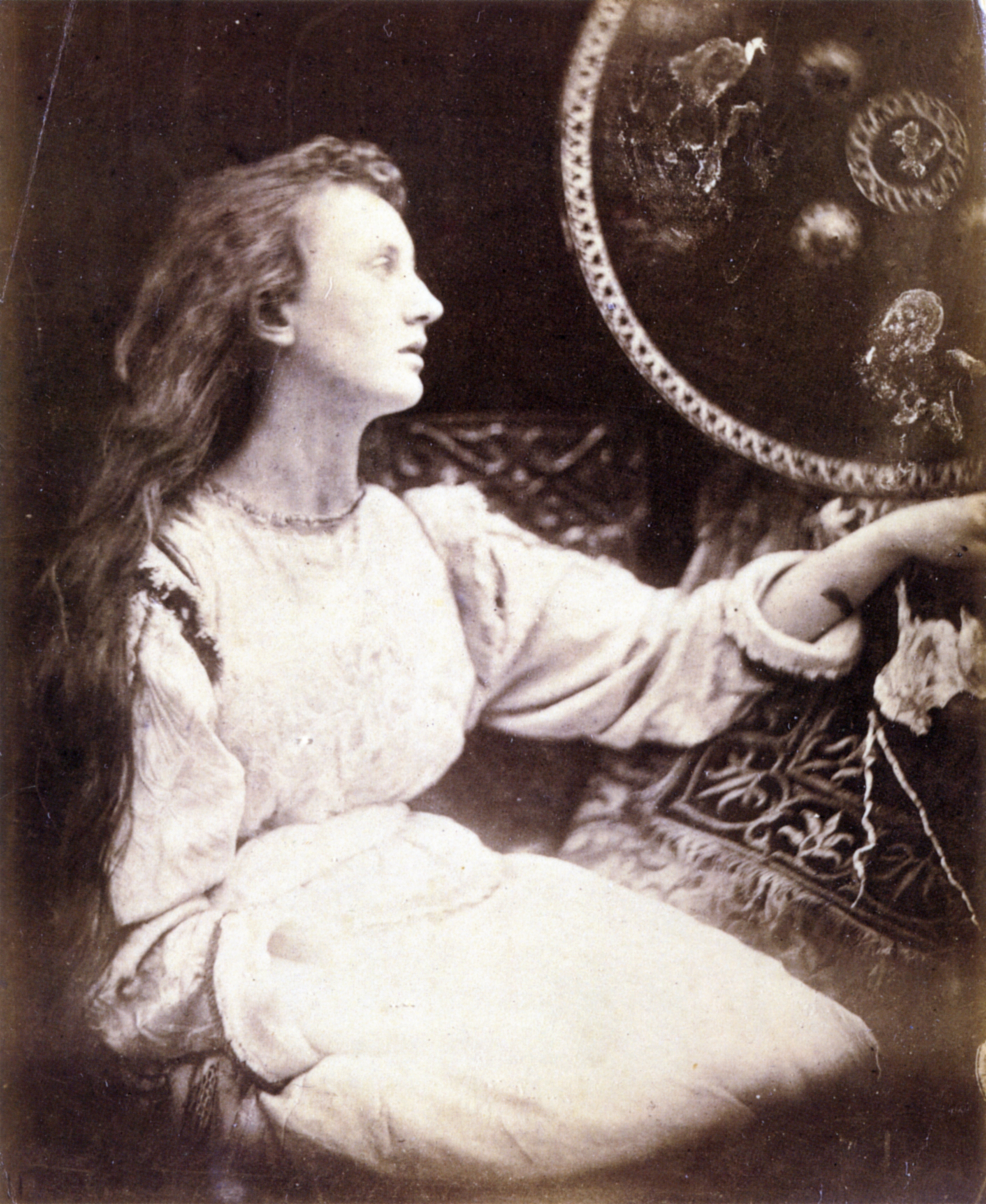
Elaine
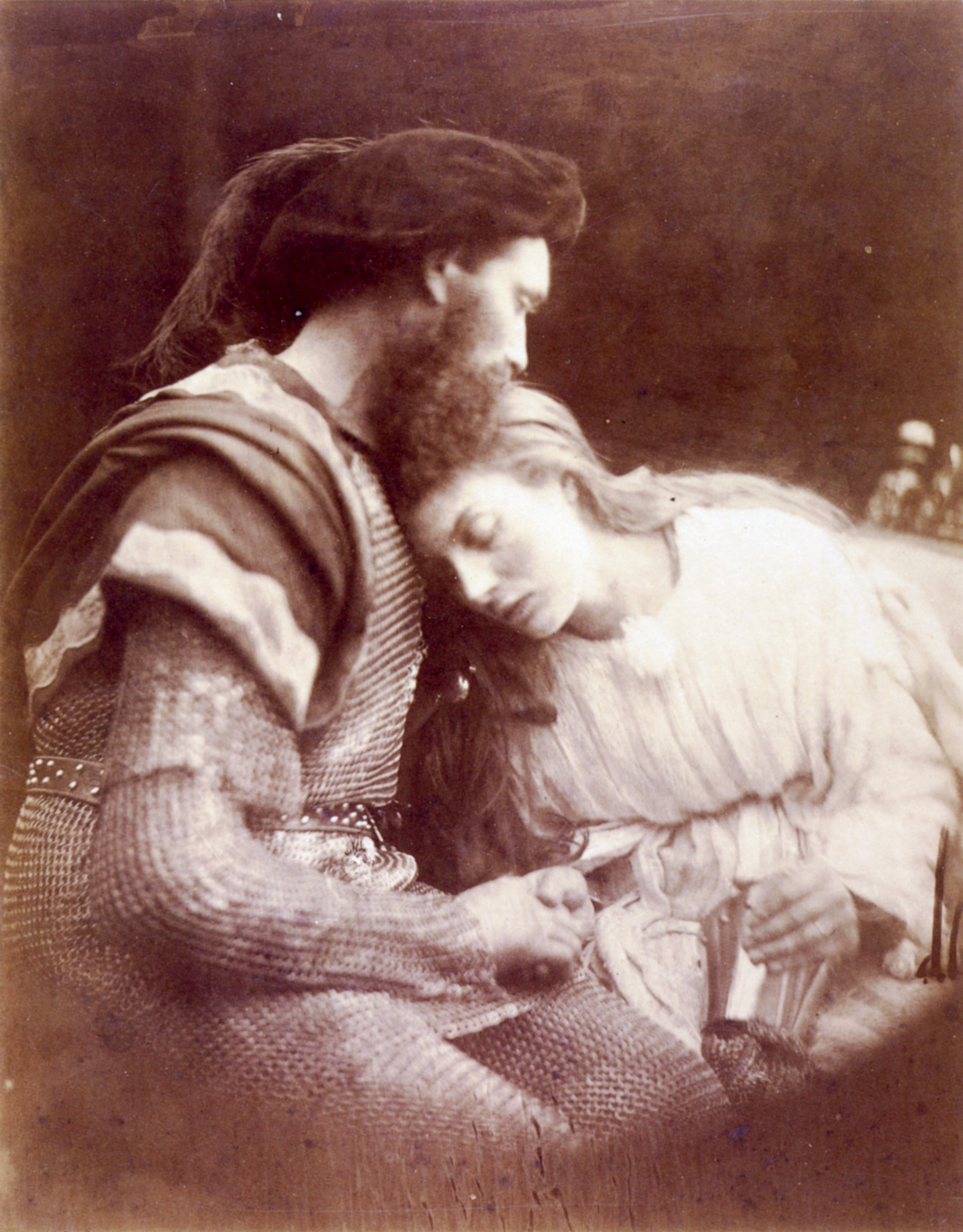
Parting of Lancelote and Guinevere
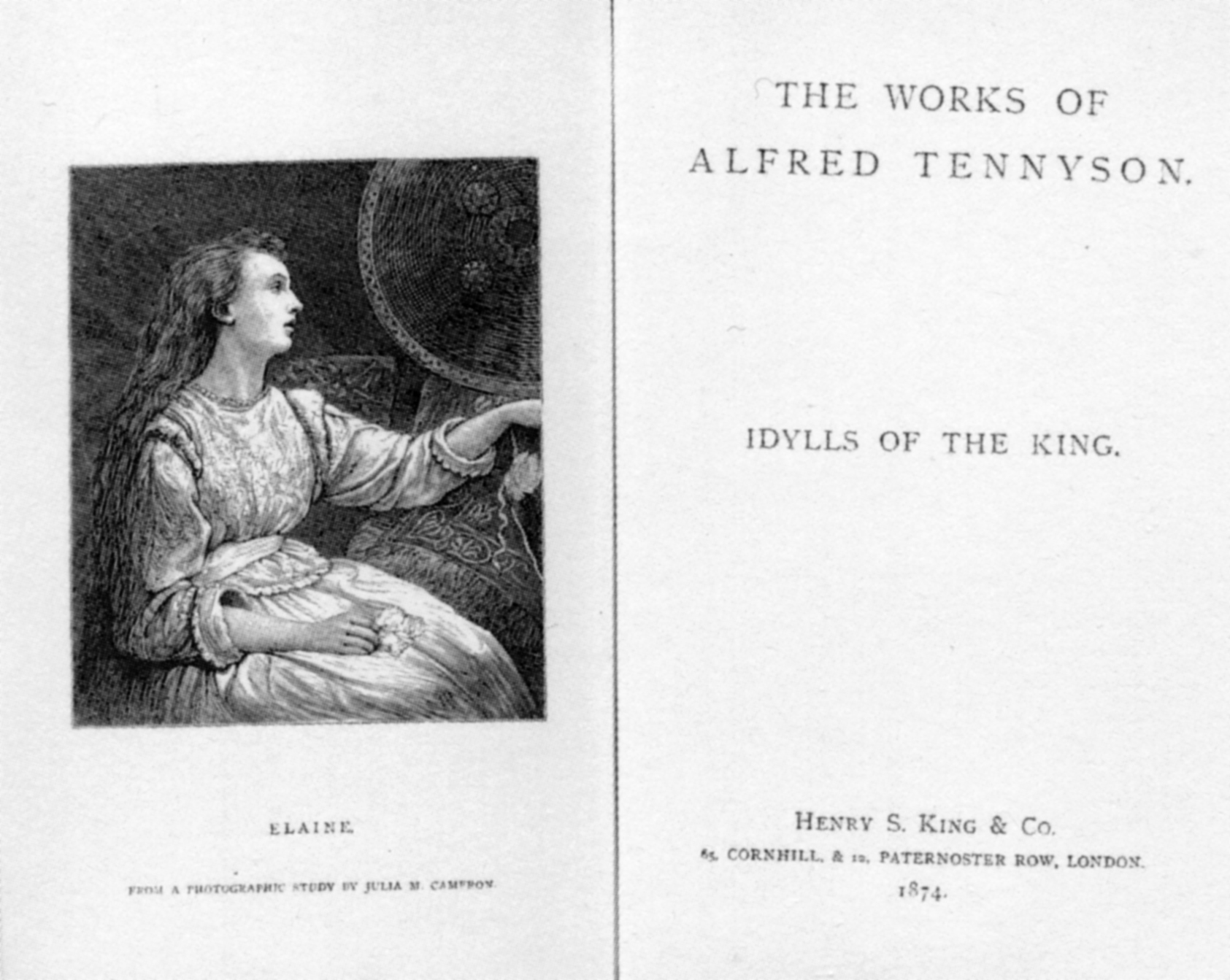
Elaine Frontispiece

## Источник
- Cameron, J. M. P. Illustrations by Julia Margaret Cameron of Alfred Tennyson's Idylls of the King and other poems. London: Henry S. King & Co., 1875.